# Open de Gdynia de snooker 2014
L'Open de Gdynia 2014 est un tournoi de snooker classé mineur, qui s'est déroulé du 6 au 9 février 2014 à la Sport Arena de Gdynia, en Pologne.

## Déroulement
Il s'agit de la onzième épreuve du championnat européen des joueurs, une série de tournois disputés en Europe (8 épreuves) et en Asie (4 épreuves), lors desquels les joueurs doivent accumuler des points afin de se qualifier pour la grande finale à Preston.
L'événement compte un total de 177 participants, dont 128 ont atteint le tableau final. Le vainqueur remporte une prime de 25 000 €.
Le tournoi est remporté par Shaun Murphy devant l'irlandais Fergal O'Brien 4 manches à 1 en finale,. Murphy a également réalisé son troisième break maximum en carrière, lui qui en a déjà réalisé un cette année dans le championnat de la ligue.

## Dotation
La répartition des prix est la suivante :
- Vainqueur : 25 000 €
- Finaliste : 12 000 €
- Demi-finaliste : 6 000 €
- Quart de finaliste : 4 000 €
- 8èmes de finale : 2 300 €
- 16èmes de finale : 1 200 €
- Deuxième tour : 700 €
- Dotation totale : 125 000 €

## Phases finales
|  | Quarts de finale au meilleur des 7 manches | Quarts de finale au meilleur des 7 manches | Quarts de finale au meilleur des 7 manches |                |              | Demi-finales au meilleur des 7 manches | Demi-finales au meilleur des 7 manches | Demi-finales au meilleur des 7 manches |  |  | Finale au meilleur des 7 manches | Finale au meilleur des 7 manches | Finale au meilleur des 7 manches |
|  |                                            |                                            |                                            |                |              |                                        |                                        |                                        |  |  |                                  |                                  |                                  |
|  |                                            | Matthew Selt                               | 4                                          |                |              |                                        |                                        |                                        |  |  |                                  |                                  |                                  |
|  |                                            | Judd Trump                                 | 1                                          |                |              |                                        |                                        |                                        |  |  |                                  |                                  |                                  |
|  |                                            | Judd Trump                                 | 1                                          |                | Matthew Selt | 1                                      |                                        |                                        |  |  |                                  |                                  |                                  |
|  |                                            |                                            |                                            |                | Matthew Selt | 1                                      |                                        |                                        |  |  |                                  |                                  |                                  |
|  |                                            |                                            | Shaun Murphy                               | 4              |              |                                        |                                        |                                        |  |  |                                  |                                  |                                  |
|  |                                            | Shaun Murphy                               | Shaun Murphy                               | 4              | 4            |                                        |                                        |                                        |  |  |                                  |                                  |                                  |
|  |                                            | Shaun Murphy                               |                                            |                | 4            |                                        |                                        |                                        |  |  |                                  |                                  |                                  |
|  |                                            | Stephen Maguire                            | 3                                          |                |              |                                        |                                        |                                        |  |  |                                  |                                  |                                  |
|  |                                            |                                            |                                            |                |              |                                        |                                        |                                        |  |  |                                  | Shaun Murphy                     | 4                                |
|  |                                            |                                            |                                            | Fergal O'Brien | 1            |                                        |                                        |                                        |  |  |                                  |                                  |                                  |
|  |                                            | Alfie Burden                               | 3                                          |                |              |                                        |                                        |                                        |  |  |                                  |                                  |                                  |
|  |                                            | Sam Baird                                  | 4                                          |                |              |                                        |                                        |                                        |  |  |                                  |                                  |                                  |
|  |                                            | Sam Baird                                  | 4                                          |                | Sam Baird    | 1                                      |                                        |                                        |  |  |                                  |                                  |                                  |
|  |                                            |                                            |                                            |                | Sam Baird    | 1                                      |                                        |                                        |  |  |                                  |                                  |                                  |
|  |                                            |                                            | Fergal O'Brien                             | 4              |              |                                        |                                        |                                        |  |  |                                  |                                  |                                  |
|  |                                            | Zhang Anda                                 | Fergal O'Brien                             | 4              | 2            |                                        |                                        |                                        |  |  |                                  |                                  |                                  |
|  |                                            | Zhang Anda                                 |                                            |                | 2            |                                        |                                        |                                        |  |  |                                  |                                  |                                  |
|  |                                            | Fergal O'Brien                             | 4                                          |                |              |                                        |                                        |                                        |  |  |                                  |                                  |                                  |

## Finale
| Finale au meilleur des 7 manches Arbitre : Jan Scheers |                          |                        |
| Shaun Murphy Angleterre                                | 4 - 1 ( - )              | Fergal O'Brien Irlande |
| 1 103                                                  | Centuries Meilleur break | 0 37                   |
| Shaun Murphy remporte l'Open de Gdynia 2014            |                          |                        |